# Diego Macià Anton
Diego Macià i Anton (Elx, 12 de desembre de 1954) és un sociòleg i polític valencià, alcalde de la seua ciutat entre el 1995 i el 2007 i diputat a les Corts Valencianes durant la III, VI i VII Legislatures.

## Biografia
És llicenciat en Ciències Polítiques i Sociologia, a més de Diplomat en Criminologia i Doctor en Sociologia. És professor titular a la Universitat de Múrcia i des de 2004 professor de personalitat, avaluació i tractament psicològic de la Universitat Miguel Hernández d'Elx.
Durant la transició espanyola fou secretari general de la secció alacantina del PSOE, partit en el qual militava des del 1974, però en va dimitir el 1978. Àdhuc fou expulsat del partit en 1980, però poc després es va reincorporar i entrà en la política municipal en ser escollit regidor i tinent d'alcalde d'Elx a les eleccions municipals de 1987, ocupant alhora el càrrec de diputat provincial fins a 1991.
Fou elegit diputat a les eleccions a les Corts Valencianes de 1991, on fou president de la Comissió d'Educació i Cultura. No es presentà a la reelecció per presentar-se a les eleccions municipals espanyoles de 1995, en les que assolí l'alcaldia d'Elx, càrrec que va mantenir fins a 2007. A les eleccions a les Corts Valencianes de 2003 i 2007 fou novament elegit diputat. Fou secretari de la Comissió No Permanent Especial d'Estudi per una possible reforma de l'Estatut d'Autonomia i de consolidació de l'autogovern (2003-2007) i president de la Comissió de Política Social i Ocupació (2007-2011).
Va presidir el PSPV fins al 2007, anteriorment va dirigir la Comissió Gestora que va regir el partit uns pocs mesos dels 2000 entre la dimissió dels secretaris generals Joan Romero primer i Joan Ignasi Pla després.
El 2016 fou nomenat Director General d'Indústria i Energia, dins l'organigrama de la Conselleria d'Economia Sostenible en el govern presidit pel socialista Ximo Puig. Va dimitir del càrrec un any més tard per problemes i diferències amb el conseller Rafael Climent de Compromís, soci de govern del PSPV.